# Афанасьев, Павел Александрович (генерал)
Павел Александрович Афанасьев (28 декабря 1898 — 23 ноября 1975) — советский военный деятель, генерал, участник Гражданской и Великой Отечественной войн.

## Биография
Павел Александрович Афанасьев родился 28 декабря 1898 года в деревне Большое Заборье Калужской губернии (ныне — Кировский район Калужской области). В марте 1918 года добровольцем поступил на службу в Рабоче-Крестьянскую Красную Армию. Участвовал в боях Гражданской войны против белоказачьих формирований и Добровольческой армии. В сентябре 1919 года попал в плен к войсками генерала А. И. Деникина, содержался в лагере в Азове, затем работал на шахте в Макеевке. В декабре 1919 года был освобождён наступающими частями Красной Армии. В 1921 году окончил пехотные командные курсы в Виннице, в 1925 году — 4-ю Киевскую артиллерийскую школу, в 1927 году — Московские военно-политические курсы. Служил на различных командных и военно-политических должностях в различных войсковых частях. В 1934 году окончил курсы усовершенствования командного состава артиллерии, в 1938 году — курсы усовершенствования командного состава зенитной артиллерии. С мая 1941 года командовал 745-м зенитно-артиллерийским полком.
С начала Великой Отечественной войны — на её фронтах. Участвовал в битве за Москву, продолжая командовать полком сначала в составе 1-го корпуса ПВО, затем в Московском корпусном районе ПВО, Московском фронте ПВО. В сентябре 1943 года вверенное ему соединение было преобразовано в 55-ю зенитно-артиллерийскую дивизию ПВО, и Афанасьев стал её командиром. Полк, а затем дивизия занималась прикрытием Москвы, важных объектов и коммуникаций от вражеских авиационных налётов.
После окончания войны продолжал службу в Советской Армии. Был заместителем по тылу командира 5-го особого корпуса ПВО, командиром 9-й и 8-й бригад ПВО. В 1947 году окончил Высшие академические курсы при Военной артиллерийской академии имени Ф. Э. Дзержинского. С сентября 1948 года был командиром 80-й зенитно-артиллерийской дивизии. В августе 1952 года в звании генерал-майора был уволен в запас. Проживал в Москве. Умер 23 ноября 1975 года, похоронен на Николо-Архангельском кладбище Москвы.

## Награды
- Орден Ленина (21 февраля 1945 года);
- 2 ордена Красного Знамени (3 ноября 1944 года, 24 июня 1948 года);
- Орден Отечественной войны 1-й степени (17 ноября 1944 года);
- Орден Красной Звезды (25 ноября 1941 года);
- Медаль «За оборону Москвы» и другие медали.